# Internationale Filmfestspiele von Venedig 2022
Die 79. Internationalen Filmfestspiele von Venedig (italienisch 79. Mostra Internazionale d’Arte Cinematografica) wurden vom 31. August bis zum 10. September 2022 am Lido veranstaltet. Sie zählen neben der Berlinale und den Filmfestspielen von Cannes zu den drei bedeutendsten A-Festivals der Welt und standen zum elften Mal unter der Leitung von Alberto Barbera.

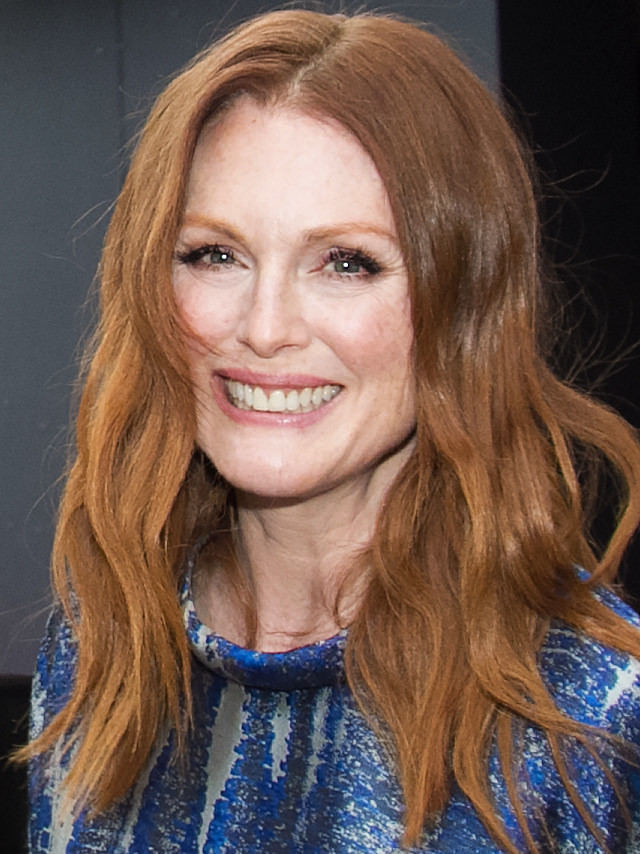
Jurypräsidentin Julianne Moore (2014)

Das vollständige Programm wurde am 26. Juli 2022 bekanntgegeben. Bereits als Eröffnungsfilm fest stand Noah Baumbachs Literaturverfilmung Weißes Rauschen. Mit dem Goldenen Löwen, den Hauptpreis des Festivals, wurde der US-amerikanische Dokumentarfilm All the Beauty and the Bloodshed von Laura Poitras ausgezeichnet. Jurypräsidentin war die US-Schauspielerin Julianne Moore.
Als Moderatorin der Auftaktzeremonie und der abschließenden Preisgala wurde die spanische Schauspielerin Rocío Muñoz Morales ausgewählt. Bei der Eröffnungsgala erhielt die französische Schauspielerin Catherine Deneuve den Goldenen Löwen als Ehrenpreis für ein Lebenswerk zuerkannt. Ihr wurde zuvor beim Festival 1998 die Coppa Volpi für Place Vendôme verliehen. Dieselbe Auszeichnung wird auch dem US-amerikanischen Regisseur und Drehbuchautor Paul Schrader am 3. September verliehen.

## Offizielle Sektionen

### Wettbewerb
| 2022 zum wiederholten Mal in den Wettbewerb um den Goldenen Löwen eingeladen (* = ehemalige Gewinner des Goldenen Löwen) |             |
| Regisseur/-in | Einladungen |
| Amelio* | 7           |
| Aronofsky* | 5           |
| Crialese, Guadagnino | 3           |
| Baumbach, Dominik, McDonagh, Nicchiarelli, Pallaoro, Panahi*, Wiseman                                                    | 2           |

#### Jury
Jurypräsident des Internationalen Wettbewerbs (Venezia 79), in dem unter anderem der Goldene Löwe für den besten Film des Festivals vergeben wird, war die US-Schauspielerin Julianne Moore, die bei den Internationalen Filmfestspielen von Venedig 2002 mit der Coppa Volpi als beste Darstellerin für Dem Himmel so fern ausgezeichnet wurde.
Moore standen bei der Vergabe der Preise folgende sechs Jurymitglieder zur Seite:
- Mariano Cohn, argentinischer Regisseur, Drehbuchautor und Produzent
- Leonardo Di Costanzo, italienischer Regisseur und Drehbuchautor
- Audrey Diwan, französische Filmregisseurin (Gewinnerin des Goldenen Löwen 2021 für Das Ereignis)
- Leila Hatami, iranische Schauspielerin
- Kazuo Ishiguro, japanisch-britischer Schriftsteller und Drehbuchautor
- Rodrigo Sorogoyen, spanischer Regisseur, Drehbuchautor und Produzent

#### Konkurrenten um den Goldenen Löwen
Das offizielle Programm für die 79. Auflage des Festivals wurde am 26. Juli 2022 präsentiert. Zuvor war nur der Eröffnungsfilm bekanntgegeben worden. Insgesamt konkurrieren 23 Filmproduktionen um den Goldenen Löwen, darunter mit Gianni Amelio, Darren Aronofsky und Jafar Panahi drei frühere Gewinner des Hauptpreises. 13 Filmemacher sind zum ersten Mal im Wettbewerb vertreten. Fünf Regiearbeiten stammen von Frauen.
Für Aufsehen im Iran sorgte die Tatsache, dass die Filme von Panahi und seinem Landsmann Vahid Jalilvand nicht über die erforderliche behördliche Genehmigung zur Präsentation auf einem internationalen Filmfestival verfügten, was zu schwerwiegenden Konsequenzen für die beiden Regisseure führen könnte. Das Festival unter Leitung Alberto Barberas wiederum wurde für seine politische Positionierung gelobt.
| Film | Regie                 | Land                                | Darsteller (Auswahl) / Anmerkung |
| --- | --------------------- | ----------------------------------- | --- |
| All the Beauty and the Bloodshed | Laura Poitras         | USA                                 | Dokumentarfilm über Nan Goldin |
| Argentinien, 1985 – Nie wieder (Argentina, 1985) | Santiago Mitre        | Argentinien, USA                    | Ricardo Darín, Peter Lanzani, Alejandra Flechner, Norman Briski                                                                                     |
| Athena | Romain Gavras         | Frankreich                          | Dali Benssalah, Sami Slimane, Anthony Bajon, Ouassini Embarek, Alexis Manenti                                                                       |
| The Banshees of Inisherin | Martin McDonagh       | Irland, USA, Vereinigtes Königreich | Colin Farrell, Brendan Gleeson, Barry Keoghan, Kerry Condon                                                                                         |
| Bardo, die erfundene Chronik einer Handvoll Wahrheiten (Bardo, falsa crónica de unas cuantas verdades / Bardo, False Chronicle of a Handful of Truths) | Alejandro G. Iñárritu | Mexiko                              | Daniel Giménez Cacho, Griselda Siciliani, Ximena Lamadrid, Iker Sanchez Solano, Andrés Almeida, Franciso Rubio                                      |
| Beyond the Wall (شب، داخلی، دیوار Shab, Dakheli, Divar)                                                                                                | Vahid Jalilvand       | Iran                                | Navid Mohammadzadeh, Diana Habibi, Amir Aghaee |
| Blond (Blonde) | Andrew Dominik        | USA                                 | Ana de Armas, Adrien Brody, Bobby Cannavale, Julianne Nicholson, Lily Fisher                                                                        |
| Bones and All | Luca Guadagnino       | USA                                 | Taylor Russell, Timothée Chalamet, Mark Rylance, André Holland, Chloë Sevigny, Jessica Harper, David Gordon Green, Michael Stuhlbarg, Jake Horowitz |
| Chiara | Susanna Nicchiarelli  | Italien, Belgien                    | Margherita Mazzucco, Andrea Carpenzano, Carlotta Natoli, Paola Tiziana Cruciani, Luigi Lo Cascio                                                    |
| Un couple (A Couple) | Frederick Wiseman     | Frankreich, USA                     | Nathalie Boutefeu |
| Les enfants des autres (Other People’s Children) | Rebecca Zlotowski     | Frankreich                          | Virginie Efira, Roschdy Zem, Chiara Mastroianni, Callie Ferreira                                                                                    |
| The Eternal Daughter | Joanna Hogg           | Vereinigtes Königreich, USA         | Tilda Swinton, Joseph Mydell, Carly-Sophia Davies                                                                                                   |
| L’immensità – Meine fantastische Mutter (L’immensità)                                                                                                  | Emanuele Crialese     | Italien, Frankreich                 | Penélope Cruz, Luana Giuliani, Vincenzo Amato, Patrizio Francioni                                                                                   |
| Love Life (ラブライフ Rabu Raifu) | Kōji Fukada           | Japan, Frankreich                   | Fumino Kimura, Kento Nagayama, Atom Sunada |
| Les miens (Our Ties) | Roschdy Zem           | Frankreich                          | Sami Bouajila, Roschdy Zem, Meriem Serbah, Maïwenn, Rachid Bouchareb, Abel Jafrei, Nina Zem                                                         |
| Monica | Andrea Pallaoro       | USA, Italien                        | Trace Lysette, Patricia Clarkson, Adriana Barraza, Emily Browning, Joshua Close                                                                     |
| No Bears (خرس نیست Khers nist) | Jafar Panahi          | Iran                                | Jafar Panahi, Naser Hashemi, Vahid Mobasseri, Bakhtiyar Panjeei, Mina Kavani, Reza Heydari                                                          |
| Saint Omer | Alice Diop            | Frankreich                          | Kayije Kagame, Guslagie Malanda, Valérie Dréville, Aurélia Petit                                                                                    |
| Il signore delle formiche | Gianni Amelio         | Italien                             | Luigi Lo Cascio, Elio Germano, Leonardo Maltese, Sara Serraiocco                                                                                    |
| The Son | Florian Zeller        | Vereinigtes Königreich              | Hugh Jackman, Laura Dern, Vanessa Kirby, Zen McGrath, Anthony Hopkins                                                                               |
| Tár | Todd Field            | USA                                 | Cate Blanchett, Noémie Merlant, Nina Hoss, Sophie Kauer, Julian Glover, Allan Corduner, Mark Strong                                                 |
| The Whale | Darren Aronofsky      | USA                                 | Brendan Fraser, Sadie Sink, Hong Chau, Samantha Morton, Ty Simpkins                                                                                 |
| Weißes Rauschen (White Noise, Eröffnungsfilm) | Noah Baumbach         | USA                                 | Adam Driver, Greta Gerwig, Don Cheadle, Sam Nivola, May Nivola, Raffey Cassidy, Jodie Turner-Smith, Lars Eidinger                                   |

#### Außer Konkurrenz
| Film                                                    | Regie                | Land                                        |
| ------------------------------------------------------- | -------------------- | ------------------------------------------- |
| Dead for a Dollar                                       | Walter Hill          | USA, Kanada                                 |
| Don’t Worry Darling                                     | Olivia Wilde         | USA                                         |
| Dreamin’ Wild – Ein Leben für die Musik (Dreamin’ Wild) | Bill Pohlad          | USA                                         |
| The Hanging Sun (Abschlussfilm)                         | Francesco Carrozzini | Italien, Vereinigtes Königreich             |
| Kapag Wala Na Ang Mga Alon / When the Waves are Gone    | Lav Diaz             | Philippinen, Frankreich, Portugal, Dänemark |
| Köne taevast / Call of God                              | Kim Ki-duk           | Estland, Kirgisistan, Lettland              |
| Living – Einmal wirklich leben (Living)                 | Oliver Hermanus      | Vereinigtes Königreich                      |
| Master Gardener                                         | Paul Schrader        | USA                                         |
| Pearl                                                   | Ti West              | USA                                         |
| Siccitá                                                 | Paolo Virzì          | Italien                                     |

| Film                                          | Regie                               | Land                                 |
| --------------------------------------------- | ----------------------------------- | ------------------------------------ |
| Bobi Wine Ghetto President                    | Christopher Sharp, Moses Bwayo      | Uganda, Vereinigtes Königreich, USA  |
| A Compassionate Spy                           | Steve James                         | USA                                  |
| Freedom on Fire : Ukraine’s Fight for Freedom | Jewgeni Afinejewski                 | Ukraine, USA, Vereinigtes Königreich |
| Gli ultimi giorni dell'umanità                | Enrico Ghezzi, Alessandro Gagliardo | Italien                              |
| In viaggio                                    | Gianfranco Rosi                     | Italien                              |
| The Kiev Trial                                | Sergei Loznitsa                     | Niederlande, Ukraine                 |
| The Matchmaker                                | Benedetta Argentieri                | Italien                              |
| Music for Black Pigeons                       | Jørgen Leth, Andreas Koefoed        | Dänemark                             |
| Nuclear                                       | Oliver Stone                        | USA                                  |

| Titel                             | Regie                | Land     |
| --------------------------------- | -------------------- | -------- |
| Copenhagen Cowboy                 | Nicolas Winding Refn | Dänemark |
| The Kingdom Exodus / Riget Exodus | Lars von Trier       | Dänemark |

| Film                    | Regie           | Land                        |
| ----------------------- | --------------- | --------------------------- |
| A Guerra Finita         | Simone Massi    | Italien                     |
| Camarera de Piso / Maid | Lucrecia Martel | Argentinien, Mexiko         |
| In quanto a noi         | Simone Massi    | Italien                     |
| Look at Me              | Sally Potter    | Vereinigtes Königreich, USA |

### Orizzonti
Der Wettbewerbsjury stand die spanische Filmregisseurin und Drehbuchautorin Isabel Coixet vor. Sie wurde bei der Vergabe der Preise durch folgende Jurymitglieder unterstützt:
- Laura Bispuri, italienische Regisseurin
- Antonio Campos, US-amerikanischer Filmregisseur und -produzent
- Sofia Djama, algerische Regisseurin
- Édouard Waintrop, französischer Filmkritiker

#### Langfilme
| Film                                                        | Regie                      | Land                                                                            |
| ----------------------------------------------------------- | -------------------------- | ------------------------------------------------------------------------------- |
| A noiva / The Bride                                         | Sérgio Tréfaut             | Portugal                                                                        |
| Autobiography                                               | Makbul Mubarak             | Indonesien, Frankreich, Deutschland, Polen, Singapur, Philippinen, Katar        |
| Blanquita                                                   | Fernando Guzzoni           | Chile, Mexiko                                                                   |
| Bread and Salt / Chleb i sól                                | Damian Kocur               | Polen                                                                           |
| En los márgenes / On the Fringe                             | Juan Diego Botto           | Spanien, Vereinigtes Königreich                                                 |
| Innocence                                                   | Guy Davidi                 | Dänemark, Israel, Finnland, Island                                              |
| Jang-e Jahani Sevom / World War III                         | Houman Seyyedi             | Iran                                                                            |
| Luxembourg, Luxembourg                                      | Antonio Lukitsch           | Ukraine                                                                         |
| Najsreḱniot Čovek na Svetot / The Happiest Man in the World | Teona Strugar Mitevska     | Nordmazedonien, Bosnien und Herzegowina, Belgien, Kroatien, Dänemark, Slowenien |
| Aru otoko / A Man                                           | Kei Ishikawa               | Japan                                                                           |
| Pour la France                                              | Rachid Hami                | Frankreich, Taiwan                                                              |
| Princess                                                    | Roberto De Paolis          | Italien                                                                         |
| Spre nord / To The North                                    | Mihai Mincan               | Rumänien, Frankreich, Griechenland, Bulgarien, Tschechien                       |
| Die Gewerkschafterin (La Syndicaliste)                      | Jean-Paul Salomé           | Frankreich, Deutschland                                                         |
| Ti mangio il cuore                                          | Pippo Mezzapesa            | Italien                                                                         |
| Trenque Lauquen                                             | Laura Citarella            | Argentinien, Deutschland                                                        |
| Vera                                                        | Tizza Covi, Rainer Frimmel | Österreich                                                                      |
| Victim (Obet)                                               | Michal Blaško              | Slowakei, Tschechien, Deutschland                                               |

#### Kurzfilme im Wettbewerb
- III – Regie: Salomé Villeneuve (Kanada)[16]
- Alt på en gang – Regie: Henrik Dyb Zwart (Norwegen)
- Christopher at Sea – Regie: Tom CJ Brown (Frankreich, USA)
- The Fruit Tree – Regie: Isabelle Tollenaere (Belgien)
- Love Forever – Regie: Clare Young (Australien)
- Manuale di cinematografia per dilettanti – Vol. I – Regie: Federico Di Corato (Italien)
- My Girlfriend – Regie: Kawthar Younis (Ägypten)
- Nocomodo – Regie: Lola Halifa-Legrand (Frankreich)
- Please Hold the Line – Regie: Ce Ding Tan (Malaysia)
- Rutubet – Regie: Turan Haste (Türkei)
- Snow in September – Regie: Lchagwadulam Pürew-Otschir (Frankreich, Mongolei)
- Tria – Del sentimento del tradire – Regie: Giulia Grandinetti (Italien)

#### Extra
| Film                                            | Regie                    | Land                                                            |
| ----------------------------------------------- | ------------------------ | --------------------------------------------------------------- |
| Amanda                                          | Carolina Cavalli         | Italien                                                         |
| Bi roya / Without Her                           | Arian Vazirdaftari       | Iran                                                            |
| Goliath                                         | Ädilchan Jerschanow      | Kasachstan, Russland                                            |
| Janain mualaqa / Hanging Gardens                | Ahmed Yassin al-Daradji  | Irak, Palästina, Saudi-Arabien, Ägypten, Vereinigtes Königreich |
| Nezouh                                          | Soudade Kaadan           | Vereinigtes Königreich, Syrien, Frankreich                      |
| Notte fantasma                                  | Fulvio Risuleo           | Italien                                                         |
| L’origine du mal (Eröffnungsfilm)               | Sébastien Marnier        | Frankreich, Kanada                                              |
| Valeria mithatenet / Valeria is Getting Married | Michal Vinik             | Israel, Ukraine                                                 |
| Zapatos rojos / Red Shoes                       | Carlos Eichenmann Kaiser | Mexiko, Italien                                                 |

### Venezia Classici
| Titel                          | Originaltitel                              | Regie                   | Produktionsland  | Erscheinungs- jahr |
| ------------------------------ | ------------------------------------------ | ----------------------- | ---------------- | ------------------ |
| Branded to Kill                | 殺しの烙印 / Koroshi no rakuin             | Seijun Suzuki           | Japan            | 1967               |
| A Confucian Confusion          | 獨立時代, Dúlì Shídài                      | Edward Yang             | Taiwan           | 1994               |
| Faruch, mein Bruder            | Братан                                     | Bachtijor Chudoinasarow | Sowjetunion      | 1991               |
| Feuer am Horizont              | Canyon Passage                             | Jacques Tourneur        | USA              | 1946               |
| Kavalkade                      | Cavalcade                                  | Frank Lloyd             | USA              | 1933               |
| Kaze no naka no mendori        | 風の中の牝どり / Kaze no naka no mendori   | Ozu Yasujirō            | Japan            | 1948               |
| Der Kontrakt des Zeichners     | The Draughtsman's Contract                 | Peter Greenaway         | Großbritannien   | 1982               |
| Der Korporal in der Schlinge   | Le caporal épinglé                         | Jean Renoir             | Frankreich       | 1962               |
| Lockende Unschuld              | La voglia matta                            | Luciano Salce           | Italien          | 1962               |
| La Marche sur Rome             | La marcia su Roma                          | Dino Risi               | Italien          | 1962               |
| Meine kleinen Geliebten        | Mes petites amoureuses                     | Jean Eustache           | Frankreich       | 1974               |
| Das Ohr                        | Ucho                                       | Karel Kachyňa           | Tschechoslowakei | 1970               |
| Das Opfer der Stella Dallas    | Stella Dallas                              | Henry King              | USA              | 1925               |
| Die Schachspieler              | शतरंज के खिलाड़ी (Shatranj Ke Khilari)           | Satyajit Ray            | Indien           | 1977               |
| Die schwarze Katze             | The Black Cat                              | Edgar G. Ulmer          | USA              | 1934               |
| Teorema – Geometrie der Liebe  | Teorema                                    | Pier Paolo Pasolini     | Italien          | 1968               |
| Theresa, die Diebin            | Teresa la ladra                            | Carlo Di Palma          | Italien          | 1973               |
| Therese und Isabell            | Thérèse et Isabelle                        | Radley Metzger          | Frankreich       | 1968               |
| Die tiefe Sehnsucht der Götter | 神々の深き欲望 / Kamigami no fukaki yokubō | Shōhei Imamura          | Japan            | 1968               |

#### Dokumentationen
| Originaltitel                                                | Regie               | Produktionsland                  |
| ------------------------------------------------------------ | ------------------- | -------------------------------- |
| Ragtag                                                       | Giuseppe Boccassini | Deutschland, Frankreich, Italien |
| Desperate Souls, Dark City and the Legend of Midnight Cowboy | Nancy Buirski       | USA                              |
| Fragments of Paradise                                        | KD Davison          | USA                              |
| Franco Zeffirelli conformista ribelle                        | Anselma Dell’Olio   | Italien                          |
| Jerry Schatzberg, portrait paysage                           | Pierre Filmon       | Frankreich                       |
| Godard seul le cinéma                                        | Cyril Leuthy        | Frankreich                       |
| The Ghost of Richard Harris                                  | Adrian Sibley       | Irland, Vereinigtes Königreich   |
| Bonnie                                                       | Simon Wallon        | USA                              |
| Sergio Leone – L'italiano che inventò l'America              | Francesco Zippel    | Italien                          |

## Unabhängige Filmreihen

### Venice International Critics’ Week/Settimana Internazionale della Critica
| Film                      | Regie                         | Land        |
| ------------------------- | ----------------------------- | ----------- |
| Anhell69                  | Theo Montoya                  | Kolumbien   |
| Aus meiner Haut           | Alex Schaad                   | Deutschland |
| Beating Sun               | Philippe Petit                | Frankreich  |
| Dogborn                   | Isabella Carbonell            | Schweden    |
| Eismayer                  | David Wagner                  | Österreich  |
| Have You Seen This Woman? | Dusan Zoric, Matija Gluscevic | Serbien     |
| Margini                   | Niccolò Falsetti              | Italien     |

| Film                                                           | Regie            | Land       |
| -------------------------------------------------------------- | ---------------- | ---------- |
| Blood                                                          | Pedro Costa      | Portugal   |
| Queens (Abschlussfilm)                                         | Yasmine Benkiran | Marokko    |
| Trois nuits par semaine / Three Nights A Week (Eröffnungsfilm) | Florent Gouëlou  | Frankreich |

### Giornate degli Autori – Venice Days
| Film                                              | Regie                            | Land                                               |
| ------------------------------------------------- | -------------------------------- | -------------------------------------------------- |
| El Akhira. La dernière reine / The Last Queen     | Adila Bendimerad, Damien Ounouri | Algerien, Frankreich, Saudi-Arabien, Katar, Taiwan |
| Bentu                                             | Salvatore Mereu                  | Italien                                            |
| Běžná selhání / Ordinary Failures                 | Cristina Grosan                  | Tschechien, Ungarn, Italien, Slowakei              |
| Blue Jean                                         | Georgia Oakley                   | Vereinigtes Königreich                             |
| Les damnés ne pleurent pas / The Damned Don’t Cry | Fyzal Boulifa                    | Frankreich, Belgien, Marokko                       |
| Dirty, Difficult, Dangerous (Eröffnungsfilm)      | Wissam Charaf                    | Frankreich, Italien, Libanon                       |
| Lobo e cão / Wolf and Dog                         | Cláudia Varejão                  | Portugal                                           |
| The Maiden                                        | Graham Foy                       | Kanada                                             |
| Padre Pio                                         | Abel Ferrara                     | Italien, Deutschland, Vereinigtes Königreich       |
| Stonewalling                                      | Huang Ji, Otsuka Ryuji           | Japan                                              |

| Film                           | Regie                            | Land            |
| ------------------------------ | -------------------------------- | --------------- |
| Acqua e anice / Olimpia’s Way  | Corrado Ceron                    | Italien         |
| Alone                          | Jafar Najafi                     | Iran            |
| Casa Susanna                   | Sébastien Lifshitz               | Frankreich, USA |
| The Listener (Abschlussfilm)   | Steve Buscemi                    | USA             |
| Marcia su Roma / March on Rome | Mark Cousins                     | Italien         |
| We’re Here to Try              | Greta De Lazzaris, Jacopo Quadri | Italien         |

| Film                                                    | Regie                                  | Land                              |
| ------------------------------------------------------- | -------------------------------------- | --------------------------------- |
| Le favolose / The Fabulous Ones                         | Roberta Torre                          | Italien                           |
| Kristos, The Last Child                                 | Giulia Amati                           | Italien, Frankreich, Griechenland |
| Las leonas                                              | Isabel Achával, Chiara Biondi          | Italien                           |
| Un nemico invisibile / An Invisible Enemy               | Riccardo Campagna, Federico Savonitto  | Italien                           |
| Pablo die Neanderthal / Pablo From Neanderthal          | Antonello Matarazzo                    | Italien                           |
| Il paese delle persone integre / Land of Upright People | Christian Carmosino Mereu              | Italien, Burkina Faso             |
| Se fate i bravi / The Dream and the Violence            | Stefano Collizzoli, Daniele Gaglianone | Italien, Belgien                  |
| Spaccaossa / The Bone Breakers                          | Vincenzo Pirrotta                      | Italien                           |
| La timidezza delle chiome / The Crown Shyness           | Valentina Bertani                      | Italien, Israel                   |

| Film                          | Regie         | Land    |
| ----------------------------- | ------------- | ------- |
| Carta a mi madre para mi hijo | Carla Simón   | Spanien |
| House Comes With a Bird       | Janicza Bravo | USA     |

| Film         | Regie               | Land                              |
| ------------ | ------------------- | --------------------------------- |
| Era Roma     | Mario Canale        | Italien                           |
| La fornace   | Daniele Ciprì       | Italien                           |
| La nature    | Artawasd Peleschjan | Frankreich, Armenien, Deutschland |
| Worlds Apart | Cecilia Miniucchi   | USA                               |

## Auszeichnungen

### Offizielle Festivalpreise

#### Internationaler Wettbewerb um den Goldenen Löwen
Die Auszeichnungen wurden am letzten Festivaltag während der Abschlussgala bekanntgegeben:

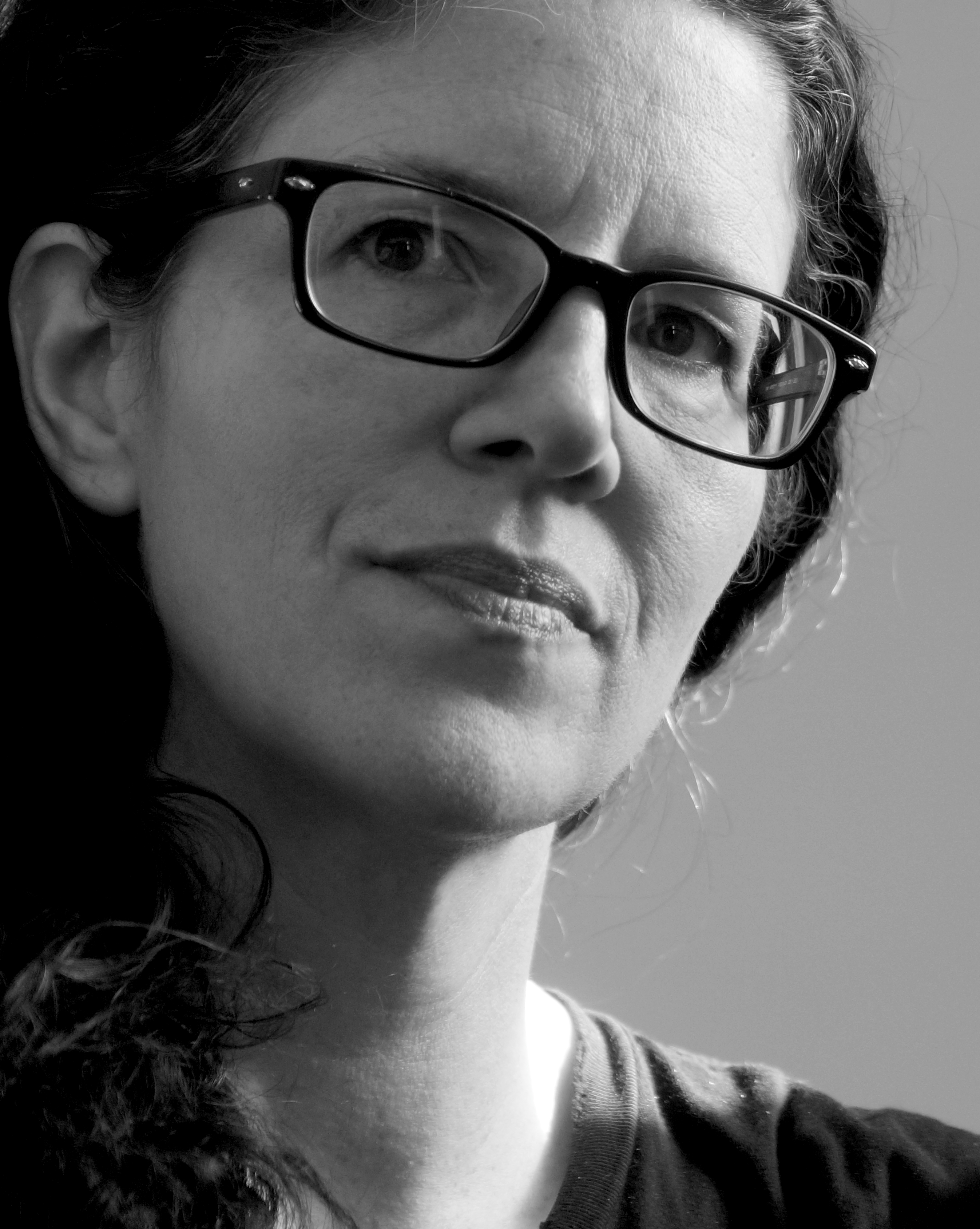
Laura Poitras, Gewinnerin des Goldenen Löwen

- Goldener Löwe: All the Beauty and the Bloodshed – Regie: Laura Poitras
- Silberner Löwe – Großer Preis der Jury: Saint Omer – Regie: Alice Diop
- Silberner Löwe – Beste Regie: Luca Guadagnino (Bones and All)
- Coppa Volpi – Beste Darstellerin: Cate Blanchett (Tár)
- Coppa Volpi – Bester Darsteller: Colin Farrell (The Banshees of Inisherin)
- Bestes Drehbuch: Martin McDonagh (The Banshees of Inisherin)
- Spezialpreis der Jury: No Bears – Regie: Jafar Panahi
- Marcello-Mastroianni-Preis: Taylor Russell (Bones and All)

- Goldener Löwe als Ehrenpreis für ein Lebenswerk: Catherine Deneuve[4] und Paul Schrader[1]

#### Orizzonti
- Bester Film: Jang-e Jahani Sevom / World War III – Regie: Houman Seyyedi[2]
- Beste Regie: Tizza Covi und Rainer Frimmel für Vera
- Spezialpreis der Jury: Chleb i sól – Regie: Damian Kocur
- Beste Darstellerin: Vera Gemma für Vera
- Bester Darsteller: Mohsen Tanabandeh für Jang-e Jahani Sevom / World War III
- Bestes Drehbuch: Fernando Guzzoni für Blanquita
- Bester Kurzfilm: Snow in September – Regie: Lchagwadulam Pürew-Otschir

„Luigi De Laurentiis“-Preis für den besten Debütfilm („Löwe der Zukunft“)
Der Preis wird an das beste Spielfilmdebüt in einer der Wettbewerbs- bzw. Nebensektionen vergeben. Neben dem Jury-Präsidenten, dem italienischen Regisseur Michelangelo Frammartino, gehörten der Jury der polnische Regisseur und Drehbuchautor Jan P. Matuszyński, die portugiesische Regisseurin und Drehbuchautorin Ana Rocha de Sousa, die US-amerikanische Schauspielerin und Produzentin Tessa Thompson sowie die französische Produzentin und Kostümbildnerin Rosalie Varda an.
- Saint Omer von Alice Diop[2]

### Unabhängige Jurypreise

#### FIPRESCI-Preis
Der FIPRESCI-Preis der internationalen Vereinigung von Filmkritikern und Filmjournalisten (FIPRESCI) wurde von einer sechsköpfigen Jury vergeben. Die Mitglieder stammten aus Italien (zwei Mitglieder), Litauen, Schweden, Singapur und dem Vereinigten Königreich.
- Bester Film – Wettbewerb „Venezia 79“: Argentinien, 1985 – Nie wieder, Regie: Santiago Mitre
- Bester Film – Sektion Orizzonti: Autobiography, Regie: Makbul Mubarak

#### Queer Lion
Der Jury des LGBTQ-Filmpreises Queer Lion stand der Journalist und Filmkritiker Rich Cline vor, unter anderem Vorsitzender des London Film Critics’ Circle. Unterstützt wurde er vom Journalisten und Filmkritiker Daniel N. Casagrande, von Marco Busato (Radio Capodistria) sowie die LGBT-Aktivisten Jani Kuštrin und Adriano Virone. Insgesamt konkurrierten 19 Produktionen um den Preis.
Kurz vor Festivalbeginn wurde der französische Filmemacher Sébastien Lifshitz (Casa Susanna) mit dem Queer Lion Award for Career Achievement geehrt. Als bester Film wurde Aus meiner Haut von Alex Schaad ausgezeichnet.
1. All the Beauty and the Bloodshed (Dokumentarfilm, Venezia 79)
2. Anhell69 (Dokumentarfilm, Venice International Critics’ Week)
3. Aus meiner Haut (Venice International Critics’ Week)  – Queer Lion, bester Film
4. Běžná selhání (Giornate degli Autori – Venice Days)
5. Blue Jean (Giornate degli Autori – Venice Days)
6. Casa Susanna (Dokumentarfilm, Giornate degli Autori – Venice Days)
7. Chleb i sól (Orizzonti)
8. Les damnés ne pleurent pas (Giornate degli Autori – Venice Days)
9. Desperate Souls, Dark City and the Legend of Midnight Cowboy (Dokumentarfilm, Venezia Classici)
10. Eismayer (Venice International Critics’ Week)
11. Le favolose (Dokumentarfilm, Giornate degli Autori – Venice Nights)
12. L’immensità – Meine fantastische Mutter (Venezia 79)
13. Lobo e cão (Giornate degli Autori – Venice Days)
14. Monica (Venezia 79)
15. L’origine du mal (Orizzonti Extra)
16. Il signore delle formiche (Venezia 79)
17. Tár (Venezia 79)
18. Trois nuits par semaine (Venice International Critics’ Week)
19. The Whale (Venezia 79)

### Weitere Preise
- ARCA CinemaGiovani Award | ARCA CinemaGiovani[25]
  - Best Film of Venezia 79: Athena von Romain Gavras
  - Best Italian Film in Venice: Monica von Andrea Pallaoro

- Authors under 40 Award | gewidmet der Regisseurin Valentina Pedicini von Venezia a Napoli. Il cinema esteso
  - Beste Regie: Isabella Carbonell für Dogborn
  - Beste Regie: Cristina Groşan für Bĕžná Selhány – Ordinary failures
  - Special Mention: El Akhira. La dernière reine / The Last Queen	 von Damien Ounouri und Adila Bendimerad
  - Special Mention: Da li ste videli ovu ženu? (Have You Seen This Woman?) von Dušan Zorić und Matija Gluščević
  - Special Mention: Blue Jean von Georgia Oakley

- Brian Award | UAAR (Unione degli Atei e degli Agnostici Razionalisti): Il signore delle formiche von Gianni Amelio

- CICT – UNESCO „Enrico Fulchignoni“ Award | Conseil International du Cinéma, de la Télévision et de la Communication Audiovisuelle (CICT-UNESCO): Nuclear von Oliver Stone

- Cinema & Arts Award | Associazione Kalambur Teatro in collaboration with Ateatro and Teatro Electro Stanislavsky
  - Golden Musa: Music for Black Pigeons von Jørgen Leth und Andreas Koefoed ex aequo mit Saint Omer von Alice Diop

- Premio CinemaSarà | Cineteca Italiana di Milano: The Whale von Darren Aronofsky
  - Special Mention: No Bears von Jafar Panahi

- Edipo Re Award | Edipo Re Srl Sociale: Saint Omer von Alice Diop

- Premio Fondazione Fai Persona Lavoro Ambiente | Fai Cisl Studio e Ricerche Foundation: Die Gewerkschafterin von Jean-Paul Salomé
  - Special Mention (treatment of issues related to environment): Princess von Roberto De Paolis
  - Special Mention (treatment of issues related to work): Janain mualaqa von Ahmed Yassin al-Daradji

- Fanheart3 Award| Associazione Fanheart3
  - Graffetta d’Oro for Best Film: Don’t Worry Darling von Olivia Wilde
  - Nave d’Argento for Best OTP: to the characters Charles Eismayer and Mario Falak in Eismayer von David Wagner
  - XR Fan Experience: Lustration von Ryan Griffen
  - XR Special Mention: Fight Back von Celine Tricart

- FEDIC Award | Federazione Italiana dei Cineclub
  - Bester Film: Gli ultimi giorni dell'umanità von Enrico Ghezzi und Alessandro Gagliardo
  - Special Mention FEDIC: Ti mangio il cuore von Pippo Mezzapesa
  - Special Mention FEDIC for Best Short Film: Albertine Where Are You? von Maria Guidone

- Francesco Pasinetti Award | Sindacato Nazionale Giornalisti Cinematografici Italiani: Siccitá von Paolo Virzì

- Europa Cinemas Label Award | Giornate degli Autori: Dirty Difficult Dangerous von Wissam Charaf

- GdA Director’s Award | Giornate degli Autori: Lobo e cão von Cláudia Varejão

- Premio del Pubblico/Pople Choice’s Award| Giornate degli Autori: Blue Jean von Georgia Oakley

- BNL Gruppo BNP Paribas People's Choice Award | Giornate degli Autori: The Maiden von Graham Foy

- Green Drop Award | Green Cross Italia: Weißes Rauschen von Noah Baumbach
  - Special Mention: Siccitá von Paolo Virzì

- 10th INTERFILM Award for Promoting Interreligious Dialogue: The Whale von Darren Aronofsky

- Lanterna Magica Award | Associazione Nazionale C.G.S.: Nezouh von Soudade Kaadan
- Leoncino d'Oro Award | Agiscuola, UNICEF: The Whale von Darren Aronofsky
- Cinema for UNICEF: Athena von Romain Gavras

- Lizzani Award | ANAC (Associazione Nazionale Autori Cinematografici): Chiara von Susanna Nicchiarelli
  - Special Mention: A Guerra Finita von Simone Massi

- NUOVOIMAIE TALENT AWARD | NUOVOIMAIE – i diritti degli artisti; in collaboration with Sindacato Nazionale Giornalisti Cinematografici Italiani and Sindacato Nazionale Critici Cinematografici Italiani
  - Best New Young Actor: Leonardo Maltese für Il signore delle formiche von Gianni Amelio
  - Best New Young Actress: Margherita Mazzucco für Chiara von Susanna Nicchiarelli

- La Pellicola d'Oro Award | Ass.ne Culturale “Articolo 9 Cultura & Spettacolo” e S.A.S. Cinema
  - Best Visual Effects: Maurizio Corridori für Freaks Out von Gabriele Mainetti
  - Best production director: Barbara Busso für Il signore delle formiche von Gianni Amelio
  - Best Camera Operator: Cesare Pascarella für Il signore delle formiche von Gianni Amelio
  - Best Costume Tailoring: Laura Montaldi für Chiara von Susanna Nicchiarelli

- RB Casting Award | RB Casting: Leonardo Maltese für Il signore delle formiche

- IWONDERFULL Grand Prize| Venice International Film Critics Week: Eismayer von David Wagner

- Jury special mention | Settimana Internazionale della Critica: Anhell69 von Theo Montoya
- The Film Club Audience award| Settimana Internazionale della Critica Margini von Niccolò Falsetti

- Verona Film Club Award | Venice International Film Critics Week: Anhell69 von Theo Montoya

- Mario Serandrei - | Venice International Film Critics Week: Anhell69 von Theo Montoya

- Award for Best Short Film SIC@SIC 2021 | Venice International Film Critics Week: Puiet von Lorenzo Fabbro und Bronte Stahl

- Award for Best Director SIC@SIC 2021 | Venice International Film Critics Week: Albertine Where Are You? von Maria Guidone

- Award for Best Technical Contribution SIC@SIC 2020  | Venice International Film Critics Week: Reginetta von Federico Russotto

- SIGNIS Award | SIGNIS International (World Catholic Association for Communication): Chiara von Susanna Nicchiarelli
  - Special Mention: Argentinien, 1985 – Nie wieder von Santiago Mitre

- Smithers Foundation Award „Ambassador of Hope“ | Smithers Foundation: All the Beauty and the Bloodshed von Laura Poitras

- “Sorriso Diverso Venezia Award” XI edition | Associazione studentesca UCL (L'università cerca lavoro)
  - Best Italian Film: Chiara von Susanna Nicchiarelli
  - Best Foreign Film: The Whale von Darren Aronofsky

- Premio Soundtrack Stars Award | Free Event and Sindacato Nazionale Giornalisti Cinematografici Italiani
  - Best Soundtrack: Siccitá Soundtrack von Franco Piersanti
  - Lifetime Achievement Award: Stefano Bollani
  - Special Mention: Sergio Leone – L'italiano che inventò l'America Soundtrack von Rodrigo D’Erasmo

- Premio UNIMED | UNIMED (Unione delle Università del Mediterraneo): Bardo, die erfundene Chronik einer Handvoll Wahrheiten von Alejandro González Iñárritu